# Henrik Svarrer
Henrik Svarrer (født 22. juni 1964)  er en dansk tidligere badmintonspiller.
Svarrer konkurrerede i badminton ved Sommer-OL 1992 i herredouble med Jan Paulsen. De tabte i kvartfinalen til Li Yongbo og Tian Bingyi fra Kina